# Wahlen im Kanton Bern 2022
- AL: 1
- Grüne: 19
- PSA/ES: 2
- SP: 32
- GLP: 16
- EVP: 9
- Mitte: 12
- FDP: 18
- BSL: 1
- SVP: 44
- EDU: 6

Bei den Wahlen im Kanton Bern 2022 wurden am 27. März 2022 die 160 Mitglieder des Grossen Rates (Parlament), die sieben Mitglieder des Regierungsrats (Regierung) und die 24 Mitglieder des Bernjurassischen Rates (Regionalparlament) für die Legislaturperiode 2022–26 neu gewählt.

## Wahlverfahren
Das Wahlverfahren für den Grossen Rat, den Regierungsrat und den Bernjurassischen Rat ist im Gesetz über die politischen Rechte (PRG) geregelt.

### Grosser Rat
Der Grosse Rat besteht aus 160 Mitgliedern, die nach Proporz gewählt werden. Der Wahlkreis Berner Jura erhält unabhängig von der Bevölkerungszahl zwölf Sitze. Die übrigen acht Wahlkreise erhalten proportional zu ihrer Bevölkerungszahl Sitze. Bei der Sitzverteilung auf die Listen nach dem Hagenbach-Bischoff-Verfahren ist das jeweilige Wahlkreisergebnis massgebend, das gesamtkantonale Ergebnis spielt also keine Rolle. Listenverbindungen und Unterlistenverbindungen sind möglich, eine explizite Sperrklausel existiert nicht.

### Regierungsrat
Der Regierungsrat umfasst sieben Sitze, die nach dem Majorzwahlrecht vergeben werden. Im ersten Wahlgang ist gewählt, wer das absolute Mehr erreicht. Sollten nicht alle Sitze im ersten Wahlgang besetzt werden, findet ein zweiter Wahlgang statt, an dem alle Kandidaten teilnehmen können, die mindestens 3 % der Stimmen erzielt haben. Hier genügt das einfache Mehr, es sind also die Kandidaten mit den meisten Stimmen gewählt.
Eine Besonderheit stellt die von der Kantonsverfassung garantierte Minderheitenvertretung des Berner Juras dar. Dabei wird einer der sieben Sitze für französischsprachige Kandidaten mit Wohnsitz im Berner Jura reserviert. Unter den in Frage kommenden Kandidaten wird das geometrische Mittel aus dem gesamtkantonalen und dem regionalen Wahlergebnis ermittelt, um den reservierten Sitz zu besetzen. Auch hier ist im ersten Wahlgang das absolute Mehr erforderlich.

## Ausgangslage
Bei den Regierungsratswahlen vom 25. März 2018 wurden mit Beatrice Simon (Die Mitte, damals BDP), Christoph Neuhaus (SVP), Philippe Müller (FDP) und Pierre Alain Schnegg (SVP) vier bürgerliche Kandidaten gewählt, wodurch die seit der Regierungsratsersatzwahl 2016 bestehende bürgerliche Mehrheit bestätigt wurde. Auf links-grüner Seite wurden Christoph Ammann (SP), Evi Allemann (SP) und Christine Häsler (Grüne) in den Regierungsrat gewählt.

## Kandidaturen

### Grosser Rat
Wahllisten für den Grossen Rat konnten bis am 10. Januar 2022 eingereicht werden. Die bisher im Grossen Rat vertretenen Parteien treten in allen Wahlkreisen an, mit Ausnahme von PSA/Ensemble socialiste (nur im Wahlkreis Berner Jura) und der AL (nur im Wahlkreis Bern). In allen Wahlkreisen treten einige Parteien mit mehreren Listen an, die jeweils mit (Unter-)Listenverbindungen verknüpft sind, so dass eine Stimmenzersplitterung keinerlei Nachteile verursacht. In der Regel handelt es sich bei einer Liste jeweils um die Hauptliste der Partei, während zusätzliche Listen (regionale Listen, Jungparteien, Seniorenlisten etc.) der Hauptliste über die Listenverbindung weitere Stimmen verschaffen sollen. Die SP tritt in den meisten Wahlkreisen mit zwei geschlechtergetrennten Hauptlisten an.
In folgender Tabelle sind für alle Wahlkreise jeweils die kandidierenden Parteien und die jeweilige Anzahl der Listen, mit denen sie antreten, aufgeführt. Jungparteien und ähnliche Listen werden jeweils der Mutterpartei zugeordnet. Listenverbindungen zwischen verschiedenen Parteien sind jeweils mit einem gemeinsamen hochgestellten Buchstaben gekennzeichnet.
| Wahlkreis       | Anzahl Listen | SVP | SP | FDP | Grüne | Mitte | glp | EVP | EDU | Weitere                                      |
| --------------- | ------------- | --- | -- | --- | ----- | ----- | --- | --- | --- | -------------------------------------------- |
| Berner Jura     | 17            | 1a  | 2b | 2a  | 2b    | 2     | 1d  | 2d  | 1d  | PSA/Ensemble socialiste (2)b, Aufrecht, GaPb |
| Biel–Seeland    | 22            | 2a  | 4b | 3c  | 2b    | 1c    | 3d  | 2d  | 1d  | SDa, PdAb, Aufrecht (2)                      |
| Oberaargau      | 17            | 1a  | 3  | 2a  | 2d    | 1a    | 2d  | 3d  | 3a  |                                              |
| Emmental        | 18            | 2a  | 3b | 3a  | 2b    | 2a    | 2d  | 2d  | 1d  | Aufrecht                                     |
| Mittelland-Nord | 17            | 1a  | 2b | 2a  | 2b    | 1d    | 3d  | 2d  | 1d  | SD, PPSd, Aufrecht                           |
| Mittelland-Süd  | 14            | 1a  | 3b | 1a  | 2b    | 1d    | 2d  | 2d  | 1d  | Aufrecht                                     |
| Bern            | 19            | 1a  | 3b | 3d  | 3b    | 1d    | 2d  | 2d  | 1d  | ALb, Aufrecht, Dem. Bewegunga                |
| Thun            | 19            | 3   | 3b | 2a  | 2b    | 1d    | 2d  | 3d  | 1d  | Aufrecht, Bürgerl. Stadt- und Landlistea     |
| Oberland        | 15            | 3   | 1b | 2   | 1b    | 1d    | 2d  | 2d  | 2d  | «Parteilose»d                                |

### Regierungsrat
Für den Regierungsrat können bis zum 24. Januar 2022 Wahlvorschläge eingereicht werden. Bis auf Beatrice Simon (Die Mitte) treten alle amtierenden Regierungsräte erneut an.
Christoph Neuhaus (SVP), Philippe Müller (FDP) und Pierre-Alain Schnegg (SVP) bilden mit der neuen Kandidatin Astrid Bärtschi (Die Mitte) ein bürgerliches Viererticket. SP und Grüne nominierten neben den Bisherigen Christoph Ammann (SP), Evi Allemann (SP) und Christine Häsler (Grüne) den Bieler Stadtpräsidenten Erich Fehr (SP) mit dem erklärten Ziel, den freigewordenen Sitz von Beatrice Simon (Die Mitte) anzugreifen und die Regierungsmehrheit zu gewinnen. Mit der Kandidatur von Fehr als vierten Kandidaten verzichtete die SP darauf, mit einem Kandidaten aus dem Berner Jura den von Pierre Alain Schnegg gehaltenen reservierten Sitz anzugreifen. Die linke Regionalpartei ES stellte daraufhin jedoch den Grossrat Peter Gasser als Gegenkandidaten auf. Die weiteren im Grossen Rat vertretenen Parteien nominierten Casimir von Arx (GLP) und Christine Grogg (EVP) für den Regierungsrat.

## Umfragen
Gemäss einer Umfrage von LeeWas im Auftrag von Der Bund und der Berner Zeitung einen Monat vor der Wahl liegen die sechs bisherigen Regierungsräte vor den neu antretenden Kandidaten. Im Kampf um den siebten Platz läge demnach Astrid Bärtschi drei Prozentpunkte vor Erich Fehr bei einem Fehlerbereich von 2,6 Prozentpunkten. Bei den Grossratswahlen seien nur Verluste bei der SVP und Gewinne bei GLP und Mitte statistisch signifikant.
| Institut | Datum             | Ammann | Allemann | Schnegg | Müller | Häsler | Neuhaus | Bärtschi | Fehr | von Arx | Grogg | Gasser | Sonstige |
| -------- | ----------------- | ------ | -------- | ------- | ------ | ------ | ------- | -------- | ---- | ------- | ----- | ------ | -------- |
| LeeWas   | 21.–28. Feb. 2022 | 50     | 45       | 44      | 44     | 42     | 40      | 37       | 34   | 24      | 14    | 5      | 11       |

## Ergebnisse der Grossratswahlen
- AL: 1
- Grüne: 19
- PSA/ES: 2
- SP: 32
- GLP: 16
- EVP: 9
- Mitte: 12
- FDP: 18
- BSL: 1
- SVP: 44
- EDU: 6

| Partei | Partei                                          | Wähler | Prozent (+/−) | Prozent (+/−) | Sitze (+/−) | Sitze (+/−) |
| ------ | ----------------------------------------------- | ------ | ------------- | ------------- | ----------- | ----------- |
|        | Schweizerische Volkspartei                      |        | 25,8 %        | −0,9 %        | 44          | −2          |
|        | Sozialdemokratische Partei                      |        | 18,9 %        | −3,3 %        | 32          | −6          |
|        | Grüne Kanton Bern                               |        | 12,7 %        | +2,7 %        | 19          | +5          |
|        | FDP.Die Liberalen                               |        | 11,3 %        | −0,4 %        | 18          | −2          |
|        | Grünliberale Partei                             |        | 9,8 %         | +2,9 %        | 16          | +5          |
|        | Die Mitte                                       |        | 7,4 %         | −2,0 %        | 12          | −1          |
|        | Evangelische Volkspartei                        |        | 5,6 %         | −0,6 %        | 9           | −1          |
|        | Eidgenössisch-Demokratische Union               |        | 4,2 %         | +0,4 %        | 6           | +1          |
|        | Aufrecht                                        |        | 1,9 %         | neu           | 0           | neu         |
|        | Parti socialiste autonome/Ensemble socialiste   |        | 0,6 %         | −0,1 %        | 2           | ±0          |
|        | Alternative Linke                               |        | 0,6 %         | +0,1 %        | 1           | ±0          |
|        | Bürgerliche Stadt- und Landliste                |        | 0,6 %         | neu           | 1           | neu         |
|        | Partei der Arbeit                               |        | 0,2 %         | ±0,0 %        | 0           | ±0          |
|        | «Parteilose»                                    |        | 0,2 %         | neu           | 0           | neu         |
|        | Schweizer Demokraten                            |        | 0,1 %         | −0,1 %        | 0           | ±0          |
|        | Piratenpartei                                   |        | 0,1 %         | −0,1 %        | 0           | ±0          |
|        | Demokratische Bewegung                          |        | 0,1 %         | neu           | 0           | neu         |
|        | Parti Vert Alternatif (Grün alternative Partei) |        | 0,0 %         | −0,3 %        | 0           | ±0          |

### Ergebnisse nach Wahlkreisen
| Wahlkreis                | SVP      | SVP       | SP       | SP        | Grüne    | Grüne     | FDP      | FDP       | glp      | glp       | Mitte    | Mitte     | EVP      | EVP       | EDU      | EDU       | PSA/ES   | PSA/ES    | AL       | AL        | BSL      | Aufrecht | PdA      | PdA       | Sonstige | Sonstige  |
| ------------------------ | -------- | --------- | -------- | --------- | -------- | --------- | -------- | --------- | -------- | --------- | -------- | --------- | -------- | --------- | -------- | --------- | -------- | --------- | -------- | --------- | -------- | -------- | -------- | --------- | -------- | --------- |
| Berner Jura 12 Sitze     | 30,8 % 4 | +1,7 % ±0 | 14,3 % 2 | −5,4 % ±0 | 12,1 % 1 | +3,8 % ±0 | 13,0 % 2 | −1,2 % ±0 | 01,6 % 0 | +0,9 % ±0 | 05,2 % 0 | −1,2 % ±0 | 04,7 % 1 | +0,2 % ±0 | 03,0 % 0 | −0,3 % ±0 | 13,7 % 2 | −0,2 % ±0 | –        | –         | –        | 01,2 % 0 | –        | –         | 00,5 % 0 | +0,5 % ±0 |
| Biel–Seeland 27 Sitze    | 23,8 % 7 | −0,9 % ±0 | 21,4 % 6 | −1,9 % −1 | 10,2 % 3 | +0,8 % +1 | 14,6 % 4 | +0,5 % ±0 | 10,6 % 3 | +4,8 % +1 | 8,0 % 2  | −4,3 % −1 | 04,9 % 2 | −0,4 % +1 | 02,0 % 0 | +0,3 % ±0 | –        | –         | –        | –         | –        | 02,8 % 0 | 01,2 % 0 | −0,1 % ±0 | 00,5 % 0 | −1,6 % ±0 |
| Oberaargau 12 Sitze      | 33,8 % 5 | +2,7 % +1 | 16,3 % 2 | −4,2 % −1 | 07,4 % 1 | +1,0 % +1 | 12,5 % 1 | −1,4 % −1 | 08,1 % 1 | +3,6 % +1 | 06,8 % 1 | −2,9 % ±0 | 07,3 % 0 | +0,9 % −1 | 08,0 % 1 | +2,2 % ±0 | –        | –         | –        | –         | –        | –        | –        | –         | –        | −2,1 % ±0 |
| Emmental 15 Sitze        | 34,5 % 6 | −1,0 % ±0 | 16,2 % 2 | +0,3 % ±0 | 07,8 % 1 | −0,2 % ±0 | 10,0 % 1 | +1,9 % ±0 | 07,1 % 1 | +1,2 % ±0 | 10,2 % 2 | −3,7 % ±0 | 05,9 % 1 | −0,3 % ±0 | 06,0 % 1 | −0,8 % ±0 | –        | –         | –        | –         | –        | 02,3 % 0 | –        | –         | –        | –         |
| Mittelland-Nord 22 Sitze | 20,6 % 5 | −2,3 % −1 | 19,0 % 4 | −4,2 % −2 | 13,8 % 3 | +3,9 % +1 | 13,1 % 3 | −1,5 % ±0 | 12,5 % 3 | +4,2 % +1 | 10,2 % 2 | −1,3 % ±0 | 05,3 % 2 | −1,4 % +1 | 01,8 % 0 | +0,3 % ±0 | –        | –         | –        | –         | –        | 02,5 % 0 | –        | –         | 01,5 % 0 | ±0,0 % ±0 |
| Bern 20 Sitze            | 08,3 % 1 | −1,0 % −1 | 30,1 % 7 | −3,3 % ±0 | 25,5 % 5 | +6,8 % +1 | 08,9 % 2 | −1,6 % ±0 | 12,1 % 2 | +1,9 % ±0 | 05,1 % 2 | −0,9 % +1 | 03,0 % 0 | −0,2 % −1 | 00,7 % 0 | ±0,0 % ±0 | –        | –         | 04,5 % 1 | +1,0 % ±0 | –        | 01,1 % 0 | –        | −1,4 % ±0 | 00,8 % 0 | −2,1 % ±0 |
| Mittelland-Süd 20 Sitze  | 26,8 % 6 | +0,1 % +1 | 17,7 % 4 | −6,2 % −1 | 12,7 % 2 | +3,0 % ±0 | 09,9 % 2 | −1,0 % ±0 | 11,4 % 3 | +2,6 % +1 | 07,6 % 1 | −1,2 % −1 | 06,3 % 1 | −1,1 % ±0 | 04,6 % 1 | +0,4 % ±0 | –        | –         | –        | –         | –        | 03,0 % 0 | –        | –         | –        | –         |
| Thun 16 Sitze            | 27,7 % 4 | −4,7 % −1 | 15,6 % 3 | −4,4 % −1 | 12,4 % 2 | +2,9 % +1 | 07,6 % 1 | −0,9 % −1 | 08,6 % 2 | +2,5 % +1 | 05,4 % 1 | −3,3 % ±0 | 08,2 % 1 | −1,1 % −1 | 06,6 % 1 | +1,0 % ±0 | –        | –         | –        | –         | 05,1 % 1 | 02,9 % 0 | –        | –         | –        | –         |
| Oberland 16 Sitze        | 39,6 % 6 | +0,2 % −1 | 12,3 % 2 | −2,8 % ±0 | 06,2 % 1 | +1,0 % ±0 | 12,4 % 2 | +1,2 % ±0 | 08,6 % 1 | +2,4 % ±0 | 05,8 % 1 | −3,5 % ±0 | 05,7 % 1 | −0,9 % ±0 | 08,1 % 2 | +1,0 % +1 | –        | –         | –        | –         | –        | –        | –        | –         | 01,4 % 0 | +1,4 % ±0 |

Stärkste Partei nach Wahlkreisen und Sitzverteilung
Stärkste Partei nach Gemeinden

## Ergebnis der Regierungsratswahlen
Im ersten Wahlgang am 27. März 2022 konnten alle sieben Sitze besetzt werden.

|                | Kandidat                 | Partei          | Stimmen | %      |         |
| -------------- | ------------------------ | --------------- | ------- | ------ | ------- |
|                | Christoph Ammann         | SP              | 122'356 | 53,0 % | Gewählt |
|                | Philippe Müller          | FDP             | 121'085 | 52,5 % | Gewählt |
|                | Christine Häsler         | Grüne           | 120'981 | 52,4 % | Gewählt |
|                | Pierre Alain Schnegg     | SVP             | 117'143 | 50,8 % | Gewählt |
|                | Evi Allemann             | SP              | 115'757 | 50,2 % | Gewählt |
|                | Astrid Bärtschi-Mosimann | Die Mitte       | 109'733 | 47,6 % | Gewählt |
|                | Christoph Neuhaus        | SVP             | 103'979 | 45,1 % | Gewählt |
|                | Erich Fehr               | SP              | 87'765  | 38,0 % |         |
| Absolutes Mehr | Absolutes Mehr           | Absolutes Mehr  | 77'674  | 33,7 % |         |
|                | Christine Grogg          | EVP             | 47'283  | 20,5 % |         |
|                | Casimir von Arx          | glp             | 41'369  | 17,9 % |         |
|                | Joshua Baumann           | Aufrecht        | 17'607  | 7,6 %  |         |
|                | Peter Gasser             | ES              | 15'992  | 6,9 %  |         |
|                | Pascal Fouquet           | Piraten         | 14'782  | 6,4 %  |         |
|                | Mark Steiner             | Aufrecht        | 13'887  | 6,0 %  |         |
|                | Jorgo Ananiadis          | Piraten         | 11'240  | 4,9 %  |         |
|                | Verena Lobsiger-Schmid   | parteilos       | 10'202  | 4,4 %  |         |
|                | Dalyan Paolo Tramacere   | parteilos       | 08'866  | 3,8 %  |         |
|                | Bruno Moser              | menschen:partei | 07'407  | 3,2 %  |         |

Gültige Wahlzettel: 230'669
Stimmbeteiligung: 31,2 %